# Chantilly (Oise)
Chantilly település Franciaországban, Oise megyében. Lakosainak száma 10 740 fő (2022. január 1.). Chantilly Saint-Maximin, Avilly-Saint-Léonard, Coye-la-Forêt, Gouvieux, Lamorlaye, Orry-la-Ville, Pontarmé és Vineuil-Saint-Firmin községekkel határos.

## Története
A 17. és 18. században híresek voltak varrott csipkéi. A francia forradalom következtében tönkrement csipkeipar a 19. században ismét föllendült. 1834-től a chantilly-i mezőn (La Pélouse) sokak által látogatott lóversenyeket tartottak. 
Chantilly fő nevezetessége a pompás kastély és gyönyörű parkja, amely a Montmorency hercegeké, 1632-től a Condé családé, 1830-tól pedig az Aumale hercegeké lett. A reneszánsz, majd barokk hercegi kastélyt a forradalomban lerombolták. 1814-ben megkezdték újjáépítését, a munkákat Aumale hercege 1872 után némileg módosított tervek szerint fejeztette be, az épületet nagy könyvtárral szerelte fel, melyet értékes műtárgyakkal töltött fel, és 1886-ban, halála esetére a párizsi Institut de France-ra hagyományozta.

## Ismert szülöttjei
- Anne de Montmorency (1492–1567) diplomata, katona
- Alfred Aston (1912–2003) labdarúgó, edző

## Népesség
A település népességének változása:
| Lakosok száma | 11 108 | 10 849 | 11 034 | 10 863 | 11 001 | 10 950 | 10 604 | 10 652 | 10 740 |
|               | 2013   | 2015   | 2016   | 2017   | 2018   | 2019   | 2020   | 2021   | 2022   |

## Közlekedése
A település vasútállomása a Gare de Chantilly - Gouvieux, melyet a Párizs-Lille-vasútvonal érint.